# Siège de Thionville (1558)
Pour les articles homonymes, voir Siège de Thionville.
Onzième guerre d'Italie
Batailles
- Saint-Quentin (1557)
- Calais (1558)
- Thionville (1558)
- Gravelines (1558)

Le siège de Thionville qui eut lieu du 17 avril au 23 juin 1558 est une victoire de l'armée française commandée par François de Guise sur l'armée espagnole.

## Préambule
La prise de Calais permet à François Ier de Lorraine-Guise de contre-attaquer les Espagnols.
Le roi de France Henri II décide de porter l'effort sur la place forte de Thionville qui est à cette époque l'une des plus fortes tenues par l’empereur Charles Quint, que l'on estimait imprenable et qui incommodait la ville française de Metz.

## Forces en présence
Royaume de France
20 enseignes d'infanterie et de l'artillerie provenant de Metz, 1 compagnie de gendarmes, 1 de chevau-légers du comte d'Espinay plus d'autres troupes de cavalerie et d'infanterie provenant principalement de Toul et de Verdun arrivent le 26 avril 1558 devant Thionville, sans tambours ni fanfares, renforcer les troupes de seigneur de Vieilleville, qui ont investi la place forte depuis le 17 avril. Ce dernier a fait installer les ponts de bateaux et baliser les gués. L'artillerie, composée de 12 canons de calibre empereur, de 6 grandes couleuvrines de 18 pieds de chasse pour battre les défenses et d'autres pièces de campagne, prend position. Des troupes provenant, entre autres, de Brie, de Champagne, du Bassigny et du duché d'Orléans viennent renforcer le dispositif. En outre, 6 princes allemands ont levé chacun une cornette de reitres afin de servir le roi de France.
L'ensemble des troupes françaises est alors évalué à 12 000 hommes.
Début mai, le duc de Guise envoie une estafette demandant au seigneur de Vieilleville d'attendre son arrivée avec 400 hommes d'armes, 500 chevau-légers et 1 000 arquebusiers à cheval.
Selon certaines sources, les forces françaises sont de 12 000 à 14 000 hommes. Selon d'autres sources, les forces françaises réunies autour de la place, sur les deux rives de la Moselle, sont de 30 000 hommes parmi lesquels il n'y avait que 10 000 Français.
 Monarchie espagnole
La garnison est d'environ 3 000 hommes et les remparts sont garnis de 50 couleuvrines ou autres pièces d'artillerie.

## Le siège

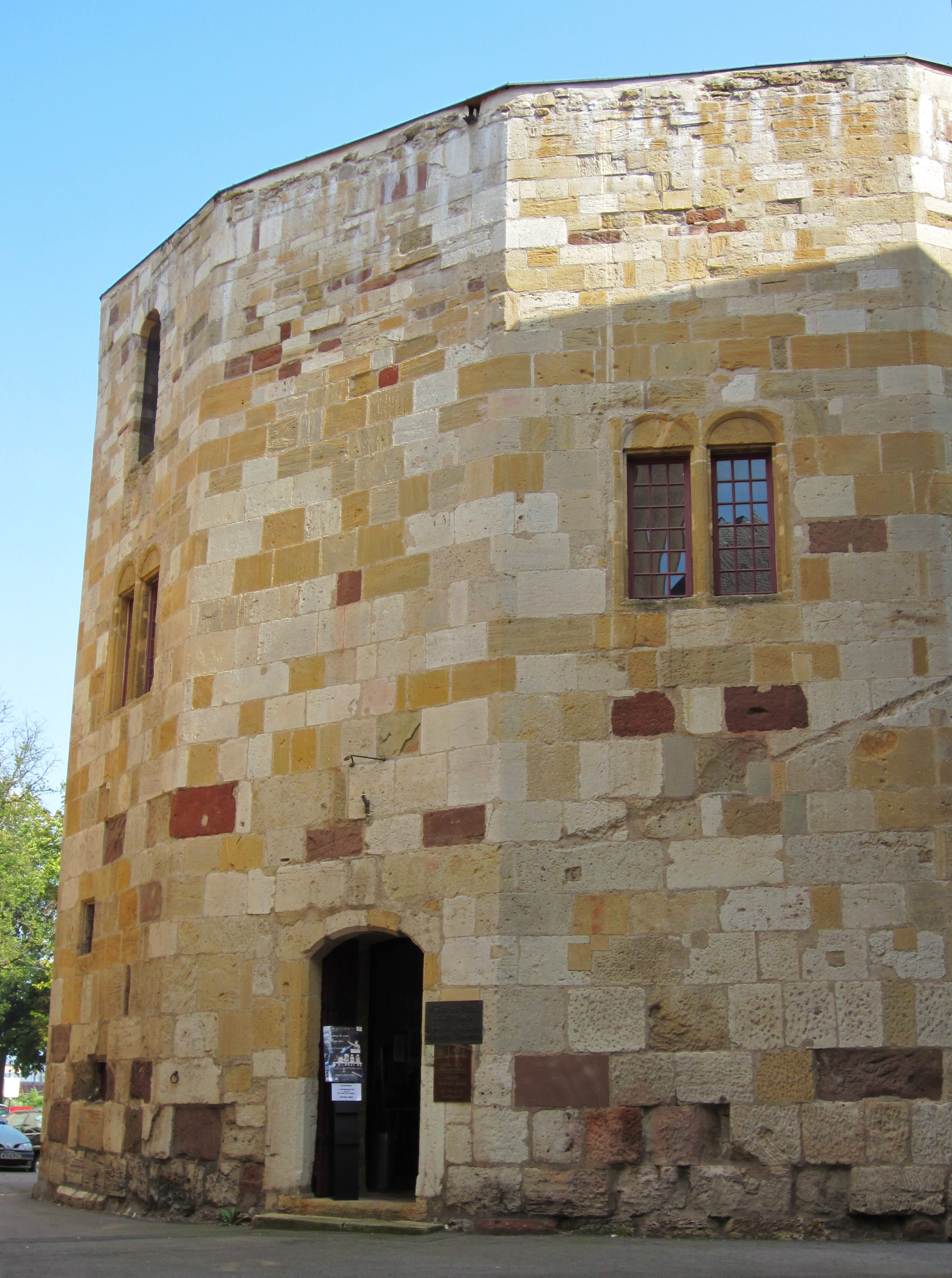
La Tour aux Puces de Thionville.

Le 17 avril 1558, les premières troupes du seigneur de Vieilleville arrivent sous les murs de Thionville et s'installent aux points clefs, empêchant ainsi l'arrivée des vivres.
Le 26 avril, les troupes allemandes alliées de la France et les autres troupes de renforts acheminées par Imbert de Bourdillon arrivent à Thionville, permettant l'investissement total de la ville.
Le 28 mai, les troupes du duc de Guise et du maréchal Strozzi arrivent enfin. François de Scépeaux de Vieilleville fait alors immédiatement préparer l'artillerie sur 15 grands bateaux et 20 moyens, avec toutes les munitions nécessaires, « jusqu'à tirer 15 000 coups ».
L'ensemble se dirige ensuite à Neufville-aux-Noyers, sur la Moselle, où se situe le quartier général.
La première nuit du siège, Philippe de Montmorency-Nivelle tente, avec trois enseignes de troupes espagnoles aguerries, de porter secours à Thionville, mais les abords sont si bien gardés qu'il est forcé de se retirer sur Luxembourg.
Deux jours après, 4 compagnies de Flandre et de Namur avec 50 chevaux, tentent également de porter, vainement, secours à la ville.
Après ces deux échecs, les Espagnols ne tenteront plus rien. La garnison de Thionville fut abandonnée à elle-même.
Le 3e jour, les Français amènent un canon de calibre empereur sur le bord de la rivière. Les 6 grandes couleuvrines de 18 pieds de chasse sont amenées sur une butte située à environ 1 500 pas de la ville.
L'ensemble commence un tir nourri sur la ville, leurs défenses sont brisées ainsi que leur artillerie qui était sur des plates-formes et tous les gabions sont détruits.
Une attaque est décidée par la rive droite de la Moselle, dirigée sur la Tour-aux-Puces et vers les murailles et fortifications de la partie Sud-Est de la ville. Une brèche est faite et les soldats français se lancent à l'assaut mais ils sont repoussés, perdant une centaine d'hommes.
Durant les 4 jours suivants, les troupes s'entre-arquebusent. Le 21 juin, alors qu'il visite les positions d'artillerie, voulant faire se rapprocher des murailles les 6 couleuvrines sur un nouvel emplacement, le maréchal Strozzi est touché d'un coup d'arquebuse au thorax tiré à 500 pas. Il meurt une demi-heure après. Sa mort fut soigneusement cachée afin qu'elle ne démoralisât pas les soldats.
La mort du maréchal Strozzi permet au seigneur de Vieilleville de reprendre la main, qu'il avait perdue, et décide d'attaquer la ville à partir de la rive gauche. Il donne l'ordre aux commissaires de l'artillerie et aux canonniers de faire amener les 6 couleuvrines, qui ne servaient plus à rien dans le lieu où elles étaient, dans un bosquet placé idéalement pour abattre les défenses du boulevard et de la porte de Luxembourg et fait creuser des tranchées. Il envoie ensuite chercher à Metz d'autres pièces d'artillerie.
On place quatre canons qui tirent sans discontinuer, durant une heure, sur une tour qui n'est ni percée, ni flanquée et qui ressemble plus à un colombier qu'à une tour fortifiée. Dès qu'une brèche est apparue, les soldats français se jettent dans la trouée et prennent la tour. Le seigneur de Vieilleville, accompagné de 100 à 120 pionniers, fait commencer la sape, puis amène deux canons qui tirent chacun 4 à 5 coups à l'intérieur de celle-ci, ébranlant la muraille de la ville.

Le lendemain, de Vieilleville « armé de toutes pièces, comme au jour d'une bataille, de grèves, genouillères, cuissots, cuirasse, brassards d'avant-bras et d'arrière-bras et l'armet sur la tête, la visière baissée jusqu'au solerets, se présente avec sa troupe de favoris, gendarmes et arquebusiers pour entrer dans la ville ou mourir ».

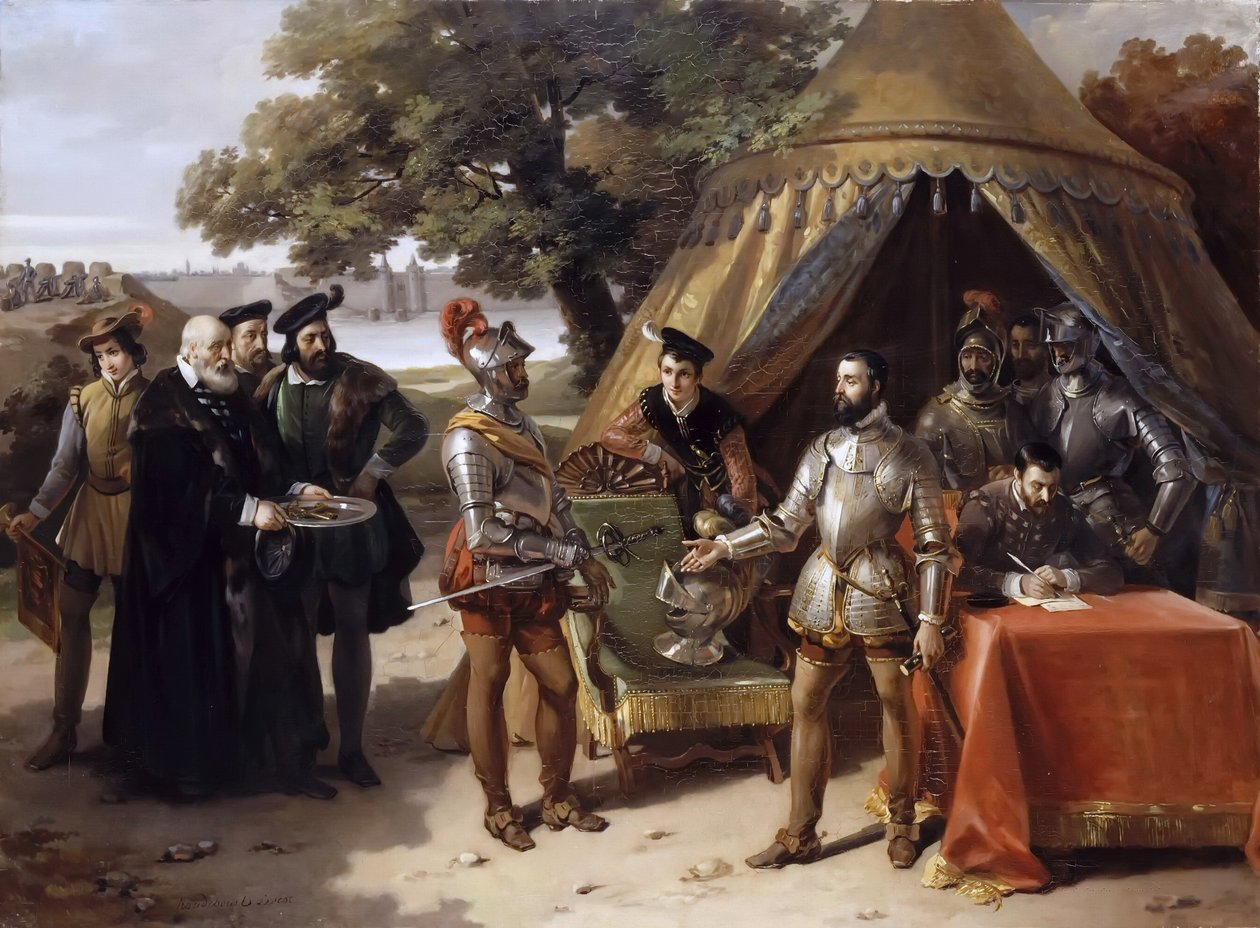
François de Lorraine, duc de Guise, recevant la reddition des troupes espagnoles après la prise de Thionville, 23 juin 1558, peinture d'histoire d'Hortense Haudebourt-Lescot, 1837, château de Versailles.

Le premier assaut est repoussé, car toute la ville fait son devoir de combattant. Un second assaut est lancé avec une telle furie qu'il met pied dans la ville avec une trentaine d'hommes criant : « France ! France ! Ville gagnée ! ».
François de Guise fait alors sonner la trompette pour parlementer, indiquant à Jean Carrebe, commandant de la place, que si les défenseurs ne sont pas sortis de place dans 3 heures, il fera pendre soldats, hommes, femmes et enfants, sans miséricorde. Jean Carrebe renvoie le parlementaire en dictant ses conditions. François de Guise, indiquant que ce n'était pas aux vaincus de dicter la loi aux vainqueurs, fait alors tirer 5 ou 6 coups de canons contre les maisons. Le commandant de la place se soumet à la volonté du vainqueur et est autorisé à quitter la ville avec ses soldats et les habitants sans marque d'honneur, c'est-à-dire sans tambour ni trompette, ni déploiement d'enseignes et autres armes qu'une épée en laissant toutes les autres armes dans la ville.
Le 23 juin, les troupes françaises prennent possession de la ville.

## Conséquences
François de Scépeaux propose alors de démanteler les fortifications de la ville en représailles de la destruction de Thérouanne en 1553 par Charles Quint. Le duc de Guise s'y oppose. La ville devient française, mais totalement vidée de ses habitants qui pour la plupart perdent leurs biens et sont exilés soit parce qu'ils refusent de prêter serment de fidélité à Henri soit que l'ardeur de la population à la défense de la ville a déplu au duc de Guise, et donc aucun Thionvillois n'est autorisé à y rester.
La ville se repeuple d'habitants pour l'essentiel messins venus là de gré ou de force et investissent les maisons ainsi vidées. La jouissance de cette ville par les Français ne dure guère. L'année suivante, Henri II signe les traités du Cateau-Cambrésis. Celui qui est signé avec l'Espagne le 3 avril 1559 est si désavantageux pour la France, qu'il fait perdre en un trait de plume cette place forte que les armées espagnoles n'auraient vraisemblablement pas pu reprendre de sitôt.
Après le traité, les Français quittent Thionville. Les bourgeois thionvillois expulsés l'année précédente y reviennent et cherchent à reprendre possession de leurs biens dans une ville qui a beaucoup souffert de l'occupation française et dont la population ne redevient immédiatement pas en nombre, ce qu'elle était avant le siège.
Dès leur retour, les Espagnols, se rendant parfaitement compte des causes de la chute de Thionville le 22 juin 1558, tirent la leçon du siège et font de Thionville une place forte de premier ordre. En contrepartie, les Français conscients de l'effort considérable qu'a nécessité la prise de Thionville tiennent désormais cette place pour un élément redoutable et en 1564, édifient à Metz une grosse citadelle. Les deux cités deviennent alors symboliquement et matériellement les deux bastions avancés de deux monarchies implacablement rivales.

## Principaux chefs
Royaume de France
- François de Guise, commandant en chef
- François de Scépeaux, seigneur de Vieilleville
- Pierre Strozzi †
- Ludovic de Gonzague, duc de Nevers, conduisant l'avant-garde
- Jacques de Savoie, duc de Nemours, commandant la cavalerie légère et posté sur la route de Luxembourg
- Blaise de Montluc, alors colonel-général des Bandes françaises, l'infanterie de l'époque.
- Pierre-Bertrand de Monluc, fils de Blaise de Montluc surnommé le capitaine Perrot.
- Jean d'Estrées, grand-maitre de l'artillerie, aiëul de Gabrielle d'Estrée
- François III comte de La Rochefoucauld, qui sera l'une des victimes du massacre de la Saint-Barthélemy
- Charles de La Rochefoucault, comte de Randan, frère de François III comte de La Rochefoucauld, qui sera mortellement blessé au siège de Rouen en 1562
- François de Vendôme, vicomte de Chartres
- Jean de La Marck, seigneur de Jametz, frère du duc de Bouillon
- Charles de Hallwin, seigneur de Piennes qui sera gouverneur de Metz en 1573
- Guillaume de Balzac d'Entragues, aïeul d'Henriette de Balzac, marquise de Verneuil
- Gaspard de Saulx-Tavannes, maréchal de camp
- Léonor Babou de la Bourdaisière, panetier du Roi
- Imbert de La Platière de Bourdillon, alors maréchal de camp, il servit au siège et à la prise de Thionville[9]

 Monarchie espagnole
- Jean Carrebe. Après la capitulation, accusé de lâcheté, il fut longtemps détenu en Espagne.